# Hamadryas alpheios
Hamadryas alpheios är en fjärilsart som beskrevs av Hans Fruhstorfer 1916. Hamadryas alpheios ingår i släktet Hamadryas och familjen praktfjärilar. Inga underarter finns listade i Catalogue of Life.